# Kalocefalus
Kalocefalus (Calocephalus R. Br.) – rodzaj roślin z rodziny astrowatych (Asteraceae). Obejmuje co najmniej 9 gatunków występujących naturalnie w Australii.

## Systematyka
Pozycja według APweb (aktualizowany system APG IV z 2016)
Jeden z rodzajów plemienia Gnaphalieae z podrodziny Asteroideae w obrębie rodziny astrowatych (Asteraceae) z rzędu astrowców (Asterales) należącego do dwuliściennych właściwych.
Wykaz gatunków
- Calocephalus aervoides (F.Muell.) Benth.
- Calocephalus citreus Less.
- Calocephalus francisii (F.Muell.) Benth.
- Calocephalus knappii (F.Muell.) Ewart & Jean White
- Calocephalus lacteus Less.
- Calocephalus lessingii Ewart
- Calocephalus multiflorus (Turcz.) Benth.
- Calocephalus platycephalus (F.Muell.) Benth.
- Calocephalus sonderi F.Muell.